# Tour della nazionale maschile di rugby a 15 del Galles 1983

## Il Tour in Spagna
Con i migliori giocatori impegnati nel tour dei Lions 1983, il Galles invia la propria nazionale di rugby (senza però la veste dell'ufficialità) per un tour in Spagna.
Sono 5 match senza alcun problema per i gallesi.

### Risultati
| Guernica 14 maggio 1983 | Paesi Baschi XV | 3 – 24 | Galles XV |  |

| Gijón 17 maggio 1983 | Spagna U23 | 6 – 32 | Galles XV |  |

| Valladolid 21 maggio 1983 | Castilla-Leon | 3 – 83 | Galles XV |  |

| Valencia 25 maggio 1983 | Valencia XV | 0 – 71 | Galles XV |  |

| Madrid 29 maggio 1983 | Spagna XV | 16 – 65 | Galles XV |  |

## La disfatta di Bucarest
Dopo aver rischiato venti giorni prima una debacle sorprendente con il Giappone (29-24 il risultato finale), il Galles va incontro ad una pagina ingloriosa. La Romania, vincitrice della Coppa FIRA 1983 ai danni della Francia, raggiunge probabilmente il punto più alto della propria storia rugbistica. Una vittoria netta con 4 mete a 0
| Arbitro: | JC Yché |

| |            | |
| Carageua, Murario, Aldeal Lungu | mt         | |
| Alexandru | tr         | |
| Alexandru 2 | c.p.       | G. Evans 2 |
| 15.V.Ion 14.M.Aldea 13.A.Lungu 12.M.Marghescu 11.S.Fuicu 10.D.Alexandru 9.M.Paraschiv 8.S.Constantin 7.F.Murariu 6.G.Dumitru 5.G.Caragea 4.A.Radulescu 3.I. Bucan 2.M.Munteanu 1.V.Pascu | Formazioni | 15.G:evans 14.MH Titley 13.R Ackerman 12.B.Bowen 11.A Headley 10.M.Dacey (60' D.Richards) 9.R.Gilles 8.E.Butler 7.D.Pickering 6.T. Shaw 5.S.Perkins 4.M.Brown 3.I.Eidman 2.W.James 1.S.Jones |